# Західна рівнинна горила
Західна рівнинна горила (Gorilla gorilla gorilla) — номінальний підвид західної горили, що живе в гірських первинних і вторинних лісах і низинних болотах в центральній частині Африки: в Анголі, Камеруні, ЦАР, Анголі, Республіці Конго, ДР Конго, Екваторіальній Гвінеї і Габоні. Це найменший з чотирьох підвидів горил і єдиний, що утримується в зоопарках по всьому світу.

## Опис

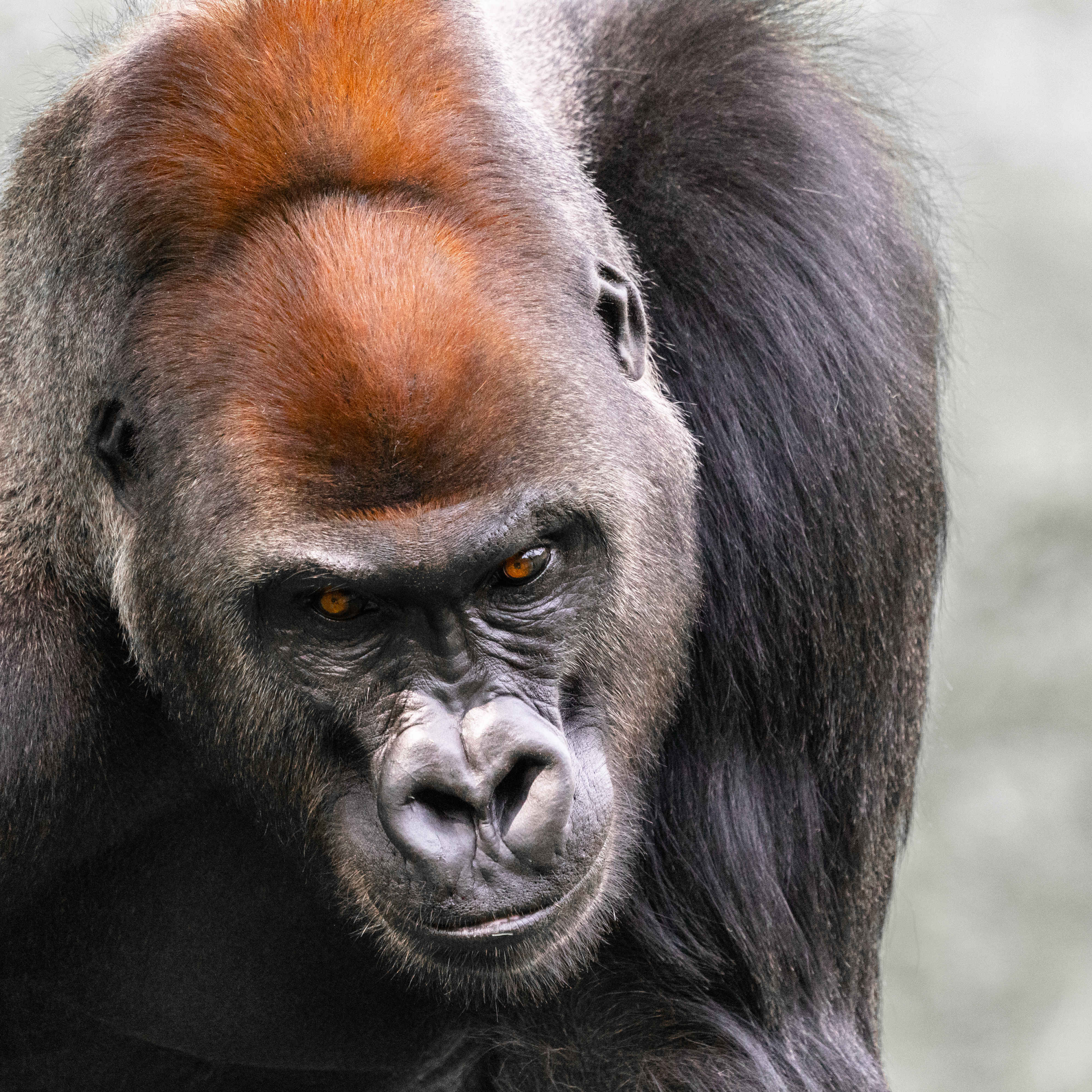
Голова самця горили з Лейпцизького зоопарку

Череп самця

Західна рівнинна горила- найменший з підвидів горил, але все ж має неабиякі розміри і силу. Цей вид горил демонструє яскраво виражений статевий диморфізм. Вони безхвості, в них вугільно-чорна шкіра і жорстка чорна шерсть, що покриває все тіло за винятком обличчя, вух, долонь і ступень. Шерсть на спині у дорослих самців з часом сивіє. У них пропорційно великі руки з нігтями на всіх пальцях, як в людей. В них короткі морди з  великими ніздрями, маленькими очима і вухами. Інші особливості- великі жувальні м'язи а також широкі і сильні зуби. Серед цих зубів-міцні ікла і великі корінні зуби в задній частині рота.
Самець висотою може досягати 1,8 метри, а самки 1,5. Самці в неволі, однак можуть досягати до 275 кг. Західні горили часто стоять прямо, але пересуваються зазвичай на чотирьох кінцівках, опираючись на кулаки.

### Альбінізм

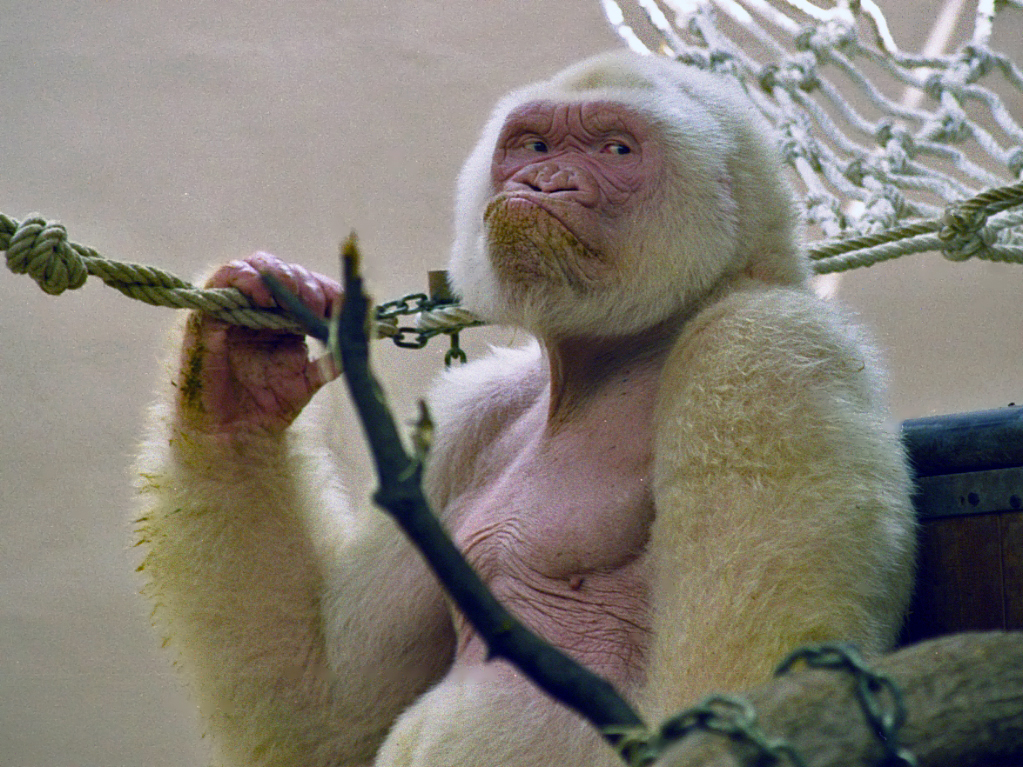
Сніжок в зоопарку Барселони

Відома горила–альбіносна ім'я Сніжок був самцем західної рівнинної горили. Він народився на волі в Екваторіальній Гвінеї. Сніжок потрапив в Зоопарк Барселони в 1966 році в дуже молодому віці. Він мав типові ознаки альбінізму, які спостерігаються і у людей: білу шерсть, рожеву шкіру, світлі очі, погіршене світлосприйняття. Генетичний варіант альбінізму Сніжка був ідентифікований вченими як несинонімічний однонуклеотидний поліморфізм, розташований в трансмембранній області білка SLC45A2. Оскільки цей алель рецесивний, а батьки Сніжка були дядьком і племінницею, цей випадок став першим свідоцтвом імбриндингу серед західних рівнинних горил.

## Поведінка

### Соціальна структура
Групи західних рівнинних горил переміщуються в межах сімейної території, площею в середньому 8-45 км². Горили не проявляють територіальної поведінки, а сусідські групи часто перекривають свої ареали. Група зазвичай віддає перевагу певним областям всередині домашнього ареалу, і, схоже, чергує їх в залежності від сезону, наявності стиглих фруктів і, на деяких ділянках, наявності відкритих галявин. Горили в середньому пересуваються на 3-5 кілометрів за день. Ті групи, що харчуються високоенергійною, але поширеною лише в певні сезони чи на певних територіях, їжею, як правило ширший денний діапазон, ніж у груп, що харчуються менш якісною, але загальнодоступною їжею.
Самці при досягенні статевої зрілості зазвичай покидають сімейну групу, і мандрують наодинці. Ця стадія може тривати кілька років, до того моменту, поки він не сформує власну сім'ю. Типова сім'я складається з дорослого самця, трьох дорослих самок і їх потомства. Якщо в групі є більше одного дорослого самця, з великою імовірністю це будуть батько з сином. Самки, як правило, мають слабкі зв'язки з інишими самками сімейної група, але з самцями вони формують міцні зв'язки на все подальше життя.

### Розмноження
Самки західних рівнинних горил починають народжувати дітей придосягенні статевої зрілості у віці 8-9 років. Народжується одна дитина, вагітність триває дев'ять місяців. Самки горил не проявляють ознак вагітності. На відміну від своїх могутніх батьків, новонароджене гориленя важить менше двох кілограм і здатне лишень триматись за шерсть матері. Дитинчата катаються на спинах своїх матерів з чотиримісячного віку перші два-три роки свого життя. Мати піклуватиметься своєю дитиною до п'яти років. Дослідження більш ніж трьохста випадків народжень горил у неволі, показало що самки більш старшого віку, як правило, народжують більше хлопчиків.>
[[File:National zoological park, Washington DC, USA (4883216213).jpg|thumb|Молода горила в Смітсонівському зоопарку

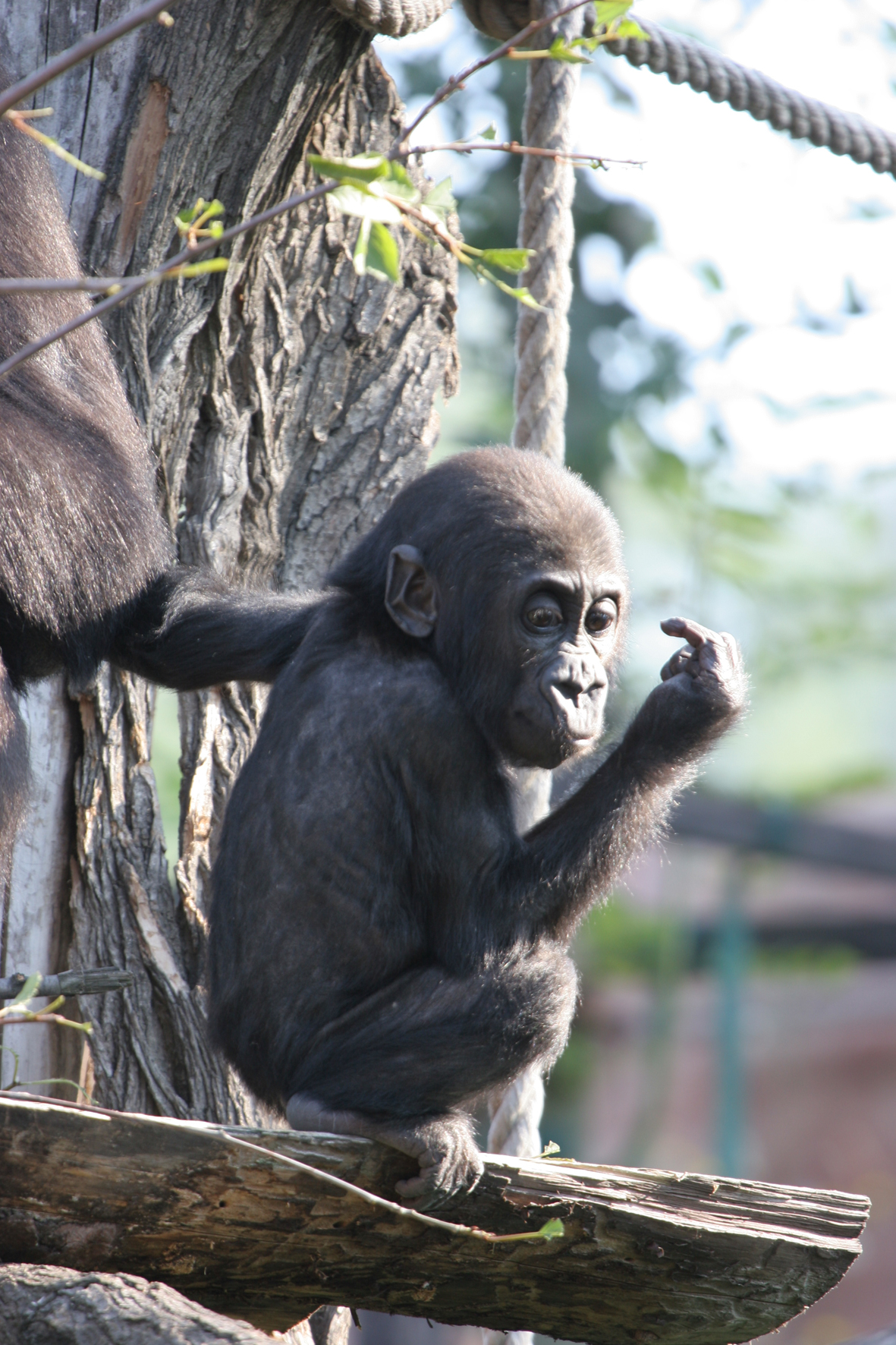
Маля в Празькому зоопарку

У цього підвиду  іноді спостерігалися випадки дітовбивства. Зазвичай, це робить самець, що нещодавно став лідером сімейної групи, таким чином усуваючи дітей минулого (найчастіше загиблого) лідера.

## Інтелект
Широко відомий інтелект горил, як в спілкуванні, так і(меншою мірою) у використанні знарядь. Одним із найяскравіших прикладів їх інтелекту є Коко, західна рівнинна горила, нарождена 4 липня 1971 року в зоопарку Сан-Франциско. Франсін Паттерсон, науковиця, що досліджувала інтелектуальні здібності горил, почала вчити Коко жестовій мові в 1972 році, і в подальшому горила вивчила біля 1000 знаків мови жекстів, і, крім того, почала сама створювати нові знаки шляхом поєднання вже їй відомих. Коко могла з'єднувати до восьми символів, щоб сформулювати твердження, виразити потреби, думки і прості відповіді.

## Екологія

### Середовище існування
Західні рівнинні горили живуть в гірських і болотяних тропічних лісах, чагарниках, на галявинах біля річок, на покинутих сільськогосподарських полях, порослих вторинним лісом на висоті до 1300 метрів від рівня моря. Середня кількість опадів в районах проживання горил складає в середньому 1500 мм в рік, найбільша кількість опадів випадає з серпня по листопад. Західні рівнинні горили зазвичай не наближаються до поселень людей, уникають доріг і ферм, де помітні сліди людської діяльності. Болотяні ліси є найважливішим джерелом їжі і середовищем існування горил. Такі території придатні для них як у вологий, так і у сухий сезони. Великі заболочені людські масиви захищають горил від згубного контаксту з людьми.

### Дієта
Західні рівнинні горили їдять корінці, пагони, кору і м'якоть рослин, що ростуть в густих лісах Західної і Центральної Африки. В сезон дощів горили їдять багато фруктів. Час від часу можуть їсти комах. Звичайною їжею, що ії споживають протягом всього року, є стебла трав. Доросла горила з'їдає біля 18 кг рослин і фруктів щодня.

### Скорочення і відновлення популяції

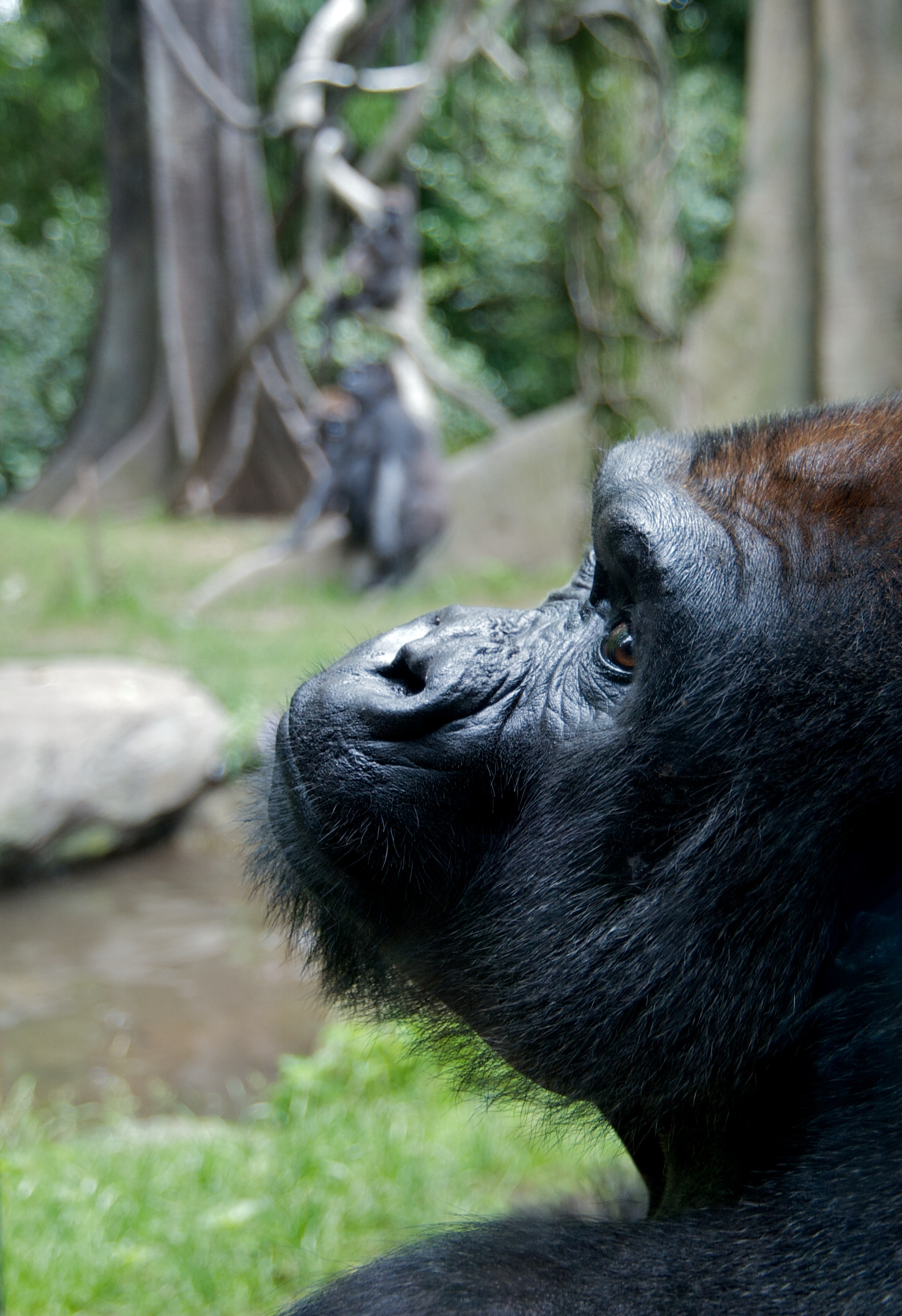
Західна рівнинна горила в зоопарку Бронкса

Популяція західних рівнинних горил в дикій природі стикається з рядом факторів, що загрожують її існуванню. До таких факторів належать вирубування лісів, розширення населених пунктів, господарська діяльність, що призводить до обезліснення(як-от розширення площ полів і пасовищ). Ще одним із факторів є низька народжуваність. Як правило, самки горил вступають в репродуктивний вік не раніше 7-8 років, а самці стають достатньо сильними, щоб сформувати власну групу і почати розмножуватись у 15-20 років. Плідність самок, тобто можливість народжувати дитинчат, знижується після 18 років. Серед утримуваних в неволі самок репродуктивного ріку, лише третина народила хоча б одну дитину. 

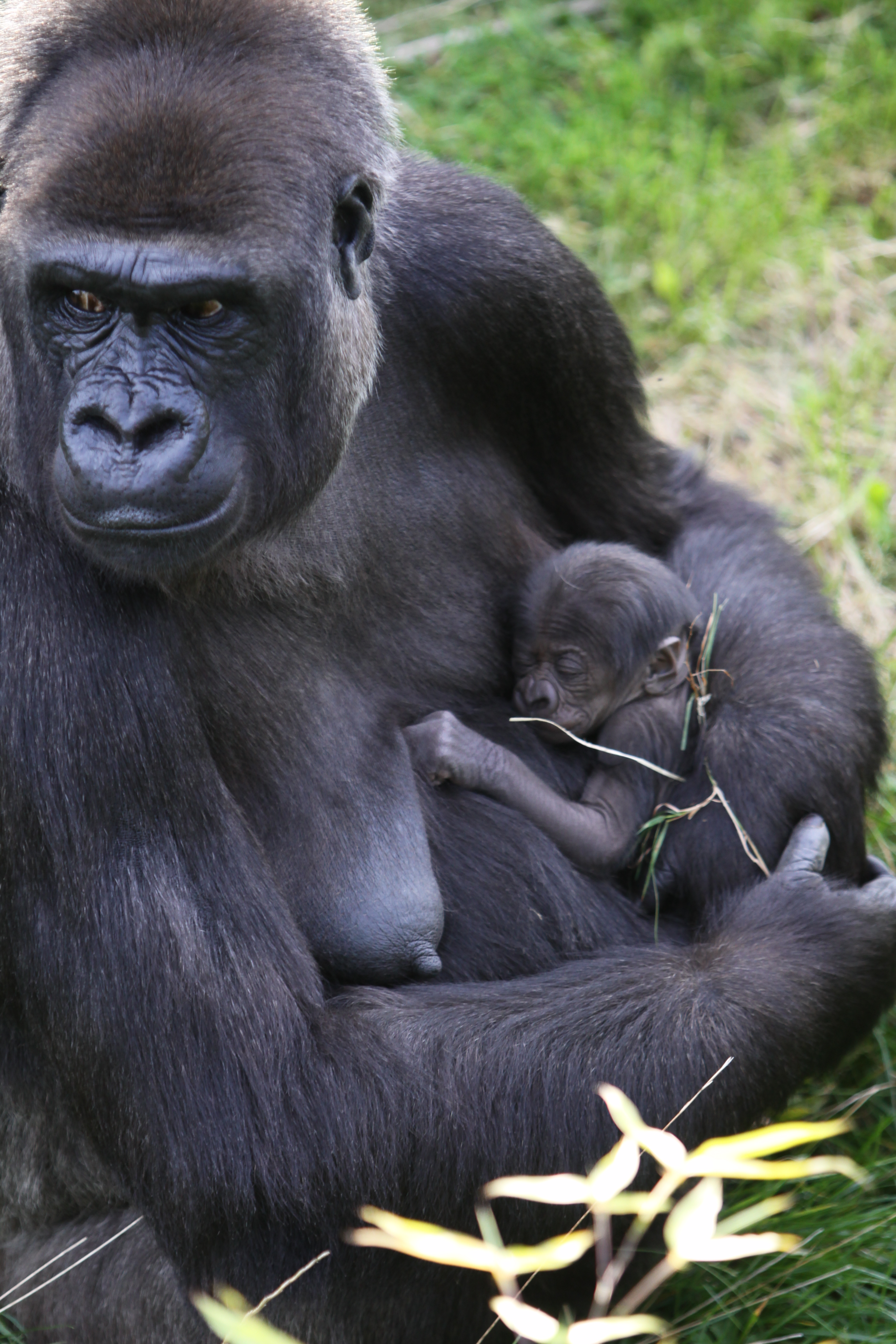
Самка західної рівнинної горили з новонародженою дитиною

В 1980-тих роках, чисельність горил оцінювалась в 100 000 особин. Пізніше дослідники зменшили цю цифру більш ніж наполовину. Дослідження, проведені Товариством охорони дикої природи в 2006 і 2007 роках показали, що близько 125 000 неврахованих раніше горил жили в болотяних лісах заповідника озера Теле і в сусідніх марантових лісах в Республіці Конго.
В 2002 и 2003 роках відбувся спалах захворювання Еболою серед популяції заповідника Лоссі, а в 2004 - в національному парку Одзала. Епідемія Еболи назвичайно вразила популяцію горил, особливо осіб, що жили в групах, в більшості дрослих самок. Популяція зменшилась з  377 горил до 38 через два роки після спалаху, і до 40 за шість років. Чисельність все ще повільно відновлюється. Через епідемію Еболи, IUCN змінила статус західної рівнинної горили з "під загрозою вимирання" на  "на межі зникнення". 
Західна рівнинна горила-єдиний підвид, що утримується в зоопарках по всьому світу, де їх нараховується до 550 особин. 

## Генетика
В 2012 році був секвенований геном горили. Це дало вченим глибшого розуміння еволюції і походження людини. Незважаючи на те, що шимпанзе є найближчими до нас родичами серед тварин, було виявлено, що 15% геному людини більше схожий на геном горили. Аналіз геному горили піддав сумніву ідею того, що швидка еволюція генів, що відповідають за слух, призвела до виникнення мовлення, так як подібні зміни відбувалися і в горил.
Крім того, в 2013 році було проведене дослідження з метою краще зрозуміти генетичне різноманіття горил. Дослідження включало вибірку з 12 західних рівнинних горил і двох східних рівнинних горил. Дослідження показало, що західні рівнинні горили з більшою імовірністю будуть гетерозиготними, ніж гомозиготними. У більшості горил цього підвиду співвідношення гомозиготних до гетерозиготних буде коливатися від 0,5 до 0,7.

## Хвороби
Вважається, що західні рівнинні горили є одним із зоонозних джерел ВІЛ/СНІД. Вважається, що ВІЛ походить від ВІМ (вірусу імунодефіциту мавп).
Епізоотія лихоманки Ебола була деякий час причиною понад 90% випадків смертності серед західних рівнинних горил. В результаті пандемій 2003-2004 років загинули дві третини популяції. Катастрофа призвела до того, що IUCN оголосив західних рівнинних горил, як таких, що знаходяться "на межі зникнення" Малярія також є проблемою для цього виду горил. Серед 51 відібраного зразка фекалій, 25 містив плазмодій.

## Зовнішні джерела
- Збереження західних рівнинних горил в Габоні. Проєкт Fernan-Vaz [Архівовано 13 серпня 2020 у Wayback Machine.]
- ARKive – Фото і відео західної горили (Gorilla gorilla)
- The Gorilla Foundation [Архівовано 25 червня 2018 у Wayback Machine.]
- The Big Zoo: Західна рівнинна горила [Архівовано 11 вересня 2017 у Wayback Machine.]
- Zoo.org: Західна рівнинна горила
- Oklahoma City Zoo: Західна рівнинна горила
- Astonishing’ gorilla discovery in Republic of Congo
- Interactive stud book [Архівовано 12 травня 2021 у Wayback Machine.] of gorillas in captivity, ordered by name of zoo or name of individual.
- View the gorilla genome [Архівовано 10 грудня 2017 у Wayback Machine.] on Ensembl